# Theodoretos z Kyrrhu
Theodoretos z Kyrrhu (řecky Θεοδώρητος Κύρρου; r. 393 – r. 457) byl mnich, jeden z posledních významných představitelů antiochijské teologie 4. a 5. století.

## Život
Theodoretos se narodil koncem 4. století v Antiochii. Roku 423 se stal mnichem a byl nucen pod nátlakem přijmout biskupský stolec v Kyrrhu. Byl skvělým pastýřem a stejných kvalit dosahoval i při “doslovném” výkladů Bible, antiochejským způsobem. Jeho hlavní přínos pro teologii spočíval v jeho učení o osobě Ježíše Krista. Na koncilu v Efezu byl Theodoretos sesazen a poslán do vyhnanství. O dva roky později byl na Chalkedonském koncilu, kde odsoudili Nestoria, znovu uveden do svého úřadu.

## Spory
Theodoretos z Kyrrhu podporoval Nestoria v jeho sporu s Cyrilem Alexandrijským proti němuž směřoval některé svoje spisy, např. Vyvrácení dvanácti Cyrilových anatemat. Nepochopil Cyrilovo učení a domníval se, že podle něj Slovo trpělo ve svém božství, jako Bůh. Tyto Theodoretovy rané spisy byly později odosouzeny na Konstantinopolském koncilu r. 553.

## Dílo
Theodoretos byl plodným autorem a věnoval se psaní apologetických spisů. Sepsal rovněž Církevní dějiny, zachycující období od r. 325 do r. 428.
Byl jsem vyučen ve víře v jednoho jednorozeného Pána našeho Ježíše Krista, Boží slovo učiněné člověkem. Znám však rozdíl mezi tělem a božstvím a považuji za rouhače všechny, kdo rozdělují našeho jediného Pána Ježíše Krista ve dva syny – stejně jako ty, kdo se vydávají opačným směrem a nazývají božství a lidství učitele Krista jednou přirozeností. Tyto extrémy jsou navzájem protilehlé a mezi nimi leží cesta evangelijního učení. (List 109)